# Hypercompe scribonia
Hypercompe scribonia (bez českého jména; přeložitelné jako přástevník leopardí) je motýl z čeledi přástevníkovitých. Vyskytuje se především na jihu a východě Spojených států a v Mexiku. Kromě nového latinského jména je také stále možné používat staré pojmenování Ecpantheria scribonia.

## Vzhled
Rozpětí křídel tohoto druhu se pohybuje kolem 8 centimetrů. Křídla jsou zářivě bílá s elegantním vzorem černých skvrn, kdy některé jsou plně černé a některé jsou pouhými obrysy. Zadeček je tmavě modrý s oranžovými značkami, samci mají po straně žlutý pruh. Končetiny jsou černé s bílými pruhy. Dospělí jedinci jsou zásadně nočními tvory a vylétají převážně až po západu slunce (Fullard & Napoleone 2001).

## Housenka
Housenka přástevníka (v angličtině zvaná "Wooly bear", tedy „ochmýřený medvídek“) je pokryta tlustou vrstvou černých štětin. Mezi jednotlivými tělními segmenty má červené či oranžové pruhy, které se stanou nápadnými v okamžiku, kdy se housenka při obraně schoulí do klubíčka.

### Potrava housenky
Housenka žere rozsáhlou řadu listů širokolistých rostlin, jako banánovníky, pampelišky a fialky:
- nocenkovité
- brukev
- durman
- konopí
- citrus
- pryšec
- slunečnice
- zimolez
- šácholan (magnolie)
- morušovník
- banánovník
- pavlovnie
- avokádo
- líčidlo jedlé
- jitrocel
- trubatka
- skočec obecný
- trnovník akát
- vrba
- lilek
- pampeliška
- fialka
- bazalka
- salát